# سام ماسون-سميث
سام ماسون-سميث (بالإنجليزية: Sam Mason-Smith)‏ هو لاعب كرة قدم نيوزيلندي في مركز الهجوم، ولد في 25 أكتوبر 1991 في King's Lynn ‏ في المملكة المتحدة. لعب مع تيم ويلينغتون.

## وصلات خارجية
- سام ماسون-سميث على موقع قاعدة بيانات كرة القدم.إي يو (الإنجليزية)
- سام ماسون-سميث على موقع Soccerway.com (الإنجليزية)